# Rodrigo González

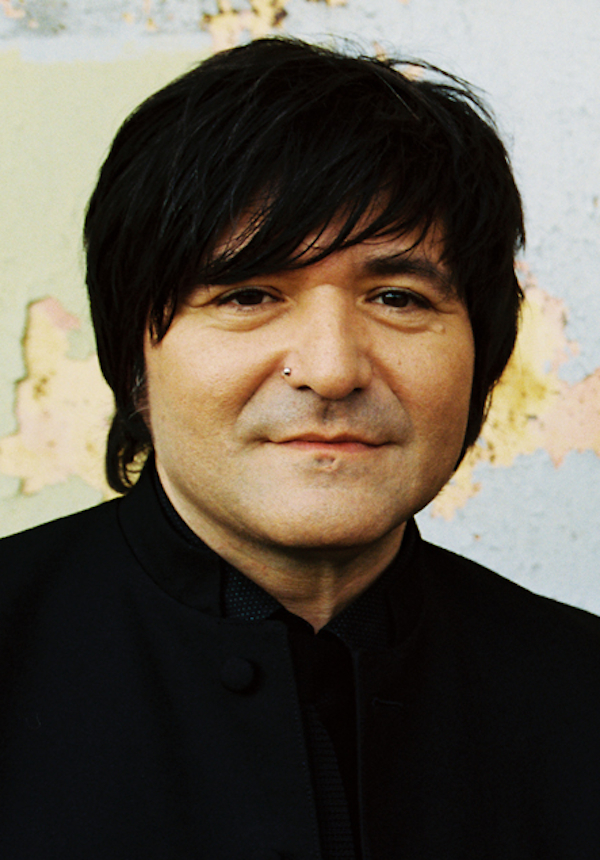
Rodrigo González (2012)

Rodrigo „Rod“ Andrés González Espíndola (* 19. Mai 1968 in Valparaíso, Chile) ist ein deutscher Musiker, Bassist, Gitarrist, Komponist und Sänger der Rockband Die Ärzte. Zudem war er Produzent und spielte Gitarre für Abwärts bis zu deren Auflösung im Jahr 2024.

## Biografie

### Jugend
González’ Eltern wurden während der Diktatur Pinochets in Chile politisch verfolgt, weshalb sie nach ihrer Flucht in Hamburg Asyl beantragten und 1974 erhielten. Das Abitur absolvierte González auf dem Gymnasium Heidberg in Hamburg. Er hat eine ältere Schwester namens Claudia, die ebenfalls als Musikerin (Universal González) und Kostümdesignerin tätig ist.

### Frühe musikalische Karriere
In seiner Jugend war González Mitglied der Bands „Massaker“ und „Die Erben“ sowie einer Big-Band. Von 1986 bis 1988 spielte er dann Banjo bei der Punkband Die Goldenen Zitronen, 1987–1989 war er Gitarrist der Rainbirds und Ende 1988 Schlagzeuger bei Stephan Remmler.
Mit Mitgliedern von Slime bedruckte er als Dreizehnjähriger mit Schablonen und Autolack T-Shirts.

### Karriere bei Depp Jones und Die Ärzte

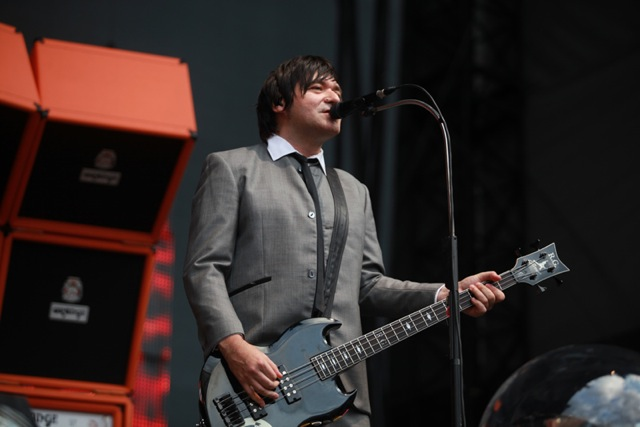
González als Bassist bei einem Konzert der Ärzte (2013)

González, Mitglied des Fanclubs KISS Army, freundete sich mit dem Ärzte-Schlagzeuger Bela B an, als sie zusammen betrunken in einer Bar einen Kiss-Song sangen. Bela schätzte schnell dessen musikalisches Talent: Gemeinsam spielten sie nach der vorübergehenden Auflösung der Ärzte 1988 bei S.U.M.P., aus der Depp Jones hervorging, die sich mangels Erfolg 1992 auflösten.
Bei der Wiedervereinigung der Ärzte 1993 wurde González neues Mitglied – nicht als Gitarrist, sondern am Bass. War sein Vorgänger Hagen Liebing nur angestellt, ist González vollwertiges Mitglied. Aus seiner Feder stammen unter anderem ½ Lovesong, Dinge von denen, Breit und Sohn der Leere, wobei die Texte in Zusammenarbeit mit Bela B und Donna Blitz entstanden. Bei Liedern, die er singt, tauschen er und Farin Urlaub als eigentlicher Gitarrist die Instrumente.
Neben Bass und Gitarre lernte González als Autodidakt auch Schlagzeug, Keyboard und Klavier. Seine Bandkollegen bezeichnen ihn deshalb gern als „überqualifiziert“. Beim MTV-Unplugged-Konzert Rock ’n’ Roll Realschule 2002 im Hamburger Albert-Schweitzer-Gymnasium war González musikalischer Leiter und Arrangeur der meisten Stücke; darüber hinaus spielte er dort auch Sitar.

### Sonstige Musikprojekte

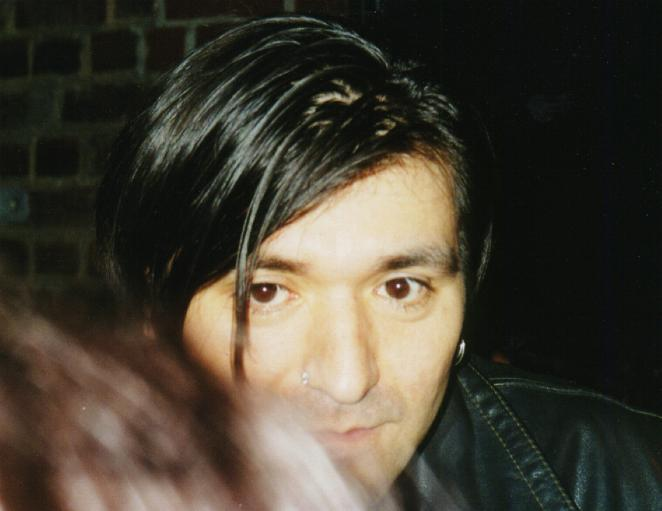
Rodrigo González (1998)

González arbeitet als Produzent für diverse Bands und andere Künstler, etwa Lucilectric und Panda. Er ist Miteigentümer von Rodrec, einer Plattenfirma, die unter anderem die beiden Alben von Depp Jones wiederveröffentlicht hat und bei der Künstler wie Rantanplan, Bronx Boys, Poolstar, Church Of Confidence und Abwärts unter Vertrag stehen. Er gilt als Entdecker der Berliner Band Knorkator. Bei Abwärts spielte González außerdem von 2004 bis zu deren Auflösung 2024 Gitarre. Die Band löste sich wegen des Todes des Frontmannes Frank Z. auf.
Bei dem Live-Konzert „Fußballfans gegen Rechts“ am 30. Januar 1993 im Düsseldorfer Zakk sprang er als Ersatz bei der Punkband Slime ein – zuvor hatte er deren 1992er Album Viva la Muerte produziert.
Er coverte 2001 das Kiss-Lied I'll Fight Hell to Hold You, wobei er es in eine Disco-Nummer umwandelte und im Stil der Bee Gees sang.
2005 nahm González zusammen mit Bela B (als „2 Fickende Hunde“) das Lied Meister Aller Frauenärzte der Kassierer für deren CD Kunst zum 20-jährigen Bestehen der Wattenscheider Punk-Band auf. Für den Fernsehfilm Der Einsturz – Die Wahrheit ist tödlich (2009) schrieb er die Filmmusik. 2010 spielte er für einen Remix des Liedes Polizisten von Extrabreit Gitarre und Bass und fertigte den Remix selbst an, der auf der Maxisingle Polizisten von Marc Feind als Berlin Remix enthalten ist. Gonzalez nutzte für die Arbeit das Pseudonym General Mac Arthur.
Seit 2011 ist González Mitglied der Band ¡Más Shake! (weitere Mitglieder: Michell F. (Gesang/Bass), Katy M. (Gesang/Orgel/Gitarre), Thomas F. (Schlagzeug)), die südamerikanische Beat-Kompositionen der 1960er Jahre zum Besten gibt. Im August 2016 erschien in ausgewählten Programmkinos ein 93-minütiger Dokumentarfilm mit dem Titel El Viaje (Regie: Nahuel Lopez, in Koproduktion von Mindjazz Pictures und 3sat), in dem Rodrigo González die chilenische Musikszene ergründet und die Spuren seiner südamerikanischen Herkunft zurückverfolgt. Der Film wurde von der Kritik äußerst positiv aufgenommen.

## Trivia
2017 hatte González einen Cameo-Auftritt im Musikvideo Wannsee der Band Die Toten Hosen. Mit den Worten: „Ruhe hier! Scheiß Mucke.“ unterbricht er den Song.
Am 3. September 2018 trat González gemeinsam mit den Toten Hosen bei einem Rockkonzert gegen Rechts unter dem Motto „Wir sind mehr“ auf und spielte mit ihnen vor ca. 65.000 Menschen den Ärzte-Song Schrei nach Liebe.
González hat in zwei Folgen der Hörspiel-Reihe „Ruhrpott-Brüder“ Gastauftritte als windiger Musikproduzent ProCent.

## Diskografie

### Mit Die Goldenen Zitronen
(1986–1988)

### Mit Rainbirds
- Rainbirds (1987)[15][4]
- Call Me Easy Say I'm Strong Love Me My Way It Ain't Wrong (1989)[16]

### Mit Depp Jones
(1989–1992)

### Mit Die Ärzte
(ab 1993)

### Mit Abwärts
(2004–2024)

### Mit ¡Más Shake!
- Break It All (2011, EP)
- What a Love (2012, EP)
- Demolición (2013, EP)
- En tu Corazón (2015, EP)

### Als Produzent
- Destination Zero – Survive (1990) & Mr. Evil (1991)[17]
- Slime – Viva La Muerte (1992, auch Bassist und Backingsänger)[17]
- Church Of Confidence – No. 1 (1997, auch Bassist und Backingsänger)[17]
- Knorkator – The Schlechtst Of (1997, auch Aufnahme & Abmischung)[17]
- Frank Z. – Alcohol, Tobacco And Firearms (1998, auch z. T. Abmischung & diverse Instrumente)[18]
- The New Wave Hookers – Pornschlegel The Krauts' Meteor (2000, auch Keyboarder und Backingsänger)[17]
- Abwärts – Nuprop (2004), Rom (2007), Smart Bomb (2018, zusammen mit Frank Ziegert), Superfucker (2023, ebenfalls mit Frank Ziegert) – auch in diversen anderen Funktionen[17]
- Panda – Tretmine (Jeder ist für sich selbst verantwortlich) (2007, Co-Produzent zusammen mit Luci van Org, auch Komposition)[19]
- Poolstar – 4 (2009, Co-Produzent zusammen mit der Band, auch Hintergrundgesang)[20]
- ¡Más Shake! – EP's What A Love (2012)[21], Demolición (2013)[22] & En Tu Corazón (2015)[23] – jeweils auch Gitarre, Gesang und Abmischung
- Urgent Fury – Hasta Fuego! (2017, auch Abmischung)[17]
- Egotronic – Keine Argumente! (2017, auch Abmischung)[17]
- El Viaje – Original Soundtrack (2017, Kompilationsalbum, auch Abmischung)[24]